# Elementi della filosofia di Newton
Elementi della filosofia di Newton è una delle principali opere del filosofo Voltaire, pubblicata nel 1738 ad Amsterdam col titolo Éléments de la philosophie de Newton mis à la portée de tout le monde.
Questo saggio divulgativo ha contribuito a diffondere le teorie e il pensiero di Isaac Newton e contiene una estesa descrizione delle teorie newtoniane sulla luce e sulla gravitazione.

## Contesto
Newton era morto durante il soggiorno di Voltaire a Londra, fatto che aveva profondamente colpito il filosofo francese. 
Newton è menzionato di sfuggita nelle Lettres, nella discussione sulla setta degli antitrinitari.

## Storia editoriale
E' stato addirittura ipotizzato che la sua compagna Émilie du Châtelet sia stata coautrice e curatrice dell'opera, date le sue notevoli conoscenze di fisica e matematica. Lo suggerisce la presentazione stessa dell'opera:  all'occhietto segue una tavola: in alto, su una nuvola, Newton misura col compasso il globo celeste; un po' più in basso la donna sapiente, sorretta da angioletti e con un grande specchio fra le mani, riflette il fascio di luce che promana dall'alto verso il giovane studioso coronato d'alloro alla scrivania. La tavola del frontespizio è il ritratto di Voltaire, e il frontespizio lo indica come autore, la illustrazione seguente (sopra la dedica) ritrae lei, tra la toletta e il globo celeste. La dedica, in versi, di Voltaire proclama: "Tu mi chiami a te vasto e possente genio,/ Minerva della Francia, immortale Émilie,/ discepola di Newton, e della Verità,/ tu penetri i miei sensi coi fuochi della tua chiarezza"; la prefazione, anch'essa rivolta "à madame la marquise du Ch**", inizia: "Non si tratta qui di una marchesa né di una filosofia immaginarie. Lo studio solido che voi avete fatto di molte nuove verità, e il frutto di un lavoro rispettabile, sono ciò che io offro al pubblico per la vostra gloria, per quella del vostro sesso, e per l'utilità di chiunque vorrà coltivare la propria ragione e gioire senza fatica delle vostre ricerche"l.
Come anche in Trattato di metafisica (1934), François-Marie Arouet esprime il suo pensiero filosofico illustrando e spiegando i principi empiristici newtoniani, contrapposti ai modelli cartesiani.

## Struttura
L'opera riassume le teorie newtoniane lungo 25 capitoli.
La prima parte (14 capitoli) è dedicata alla luce: descrive lo stato delle conoscenze sul fenomeno prima degli studi di Newton e le innovazioni da questi portate, ponendo in particolare l'accento sui fenomeni di riflessione e rifrazione, su come questi si rendano visibili (ad esempio con il fenomeno dell'arcobaleno), sulla percezione che l'occhio umano ne ha, sul funzionamento dell'occhio stesso e sulle possibili applicazioni di questi comportamenti della luce in ambito tecnico (ad esempio nel telescopio).
La seconda parte (11 capitoli) è invece dedicata alla gravità ed alle leggi che regolano l'interazione gravitazionale, con particolare riferimento al movimento dei pianeti ed a come questo sia regolato dalle attrazioni gravitazionali reciproche, partendo dalle teorie di Cartesio, che Newton contesta, per confermare le osservazioni di Galileo Galilei e le leggi di Keplero. Successivamente viene descritta la teoria di Newton secondo cui l'attrazione gravitazionale non è limitata alle grandi masse ma è estesa a tutta la materia, anche alle particelle più piccole.
L'opera è infine completata da un glossario che tenta di spiegare in maniera più semplice i termini utilizzati nell'opera.

## Accoglienza
Il saggio di Voltaire provocò immediatamente un gran numero di risposte e critiche, dai pamphlet a un contro-saggio di 400 pagine di Jean Banières.

## Traduzioni in italiano
Le più antiche traduzioni conosciute dell'opera in lingua italiana risalgono entrambe al 1741: entrambe vennero pubblicate a Venezia con il titolo Elementi della filosofia del Neuton esposti dal signor di Voltaire tradotti dal francese, una presso Giammaria Lazzaroni e l'altra presso Sebastiano Coleti.
- Voltaire, La filosofia di Newton, a cura di Paolo Serini, Bari, Laterza, 1968